# Ђаловића пећина
Ђаловића пећина (Пећина над вражијим вировима) је најдужа пећина у Црној Гори, до сада је истражено 10550 m . 

## Географски положај
На подручју оштине Бијело Поље, на западном делу Пештерске висорани смештена је један од најдужих пећина на Балканском полуострву, Ђаловића пећина. Ова пећина у народу позната је као Пећина над вражијим фировима због улаза који је смештен изнад котластих удубљења испуњених водом. Пећина је смештена у Ђаловића клисури, по којој је и добила име. Кроз клисуру протиче река Бистрица.
Истражених 10.5 km пећине припада територији Црне Горе, али се процењује да ова пећина задире дубоко у утробу Пештерске висоревни са 200 km неистражених канала.

## Археолошко налазиште
Спелеолошка истраживања Ђаловића клисуре и њене околине започета су 1987. године.  Те године откривен је један од најзначајних спелеолошких објеката у Југославији - Пећина над вражијим фировима.
Испитани део састоји се од већег броја канала, ходника и дворана (Канал са језерима, Велики лавиринт, Велики канал, сплет канала који спајају горњи ниво са доњим). У пећини се налази 15 сталних језера и 20-30 периодичних.
У делу пећине ”Катедрала” налази се највећи салагмит  ”Монолит” чија је висина око 18m. Пећина поседује велики број пећинских украса различитих врста, облика и боја.

## Референцe
1. 1 2  „Longest caves in Montenegro”. www.asak.org.rs. Приступљено 3. 3. 2023.
2. 1 2  „Najduze pecine u Jugoslaviji - Pecina nad Vrazjim Firovima (> 10550 m)”. www.asak.org.rs. Приступљено 30. 11. 2019.
3. ↑  M. Tadić, G. Nikolić, O. Grgurević (2012). Geografija za 9. razred osnovne škole. Podgorica: Zavod za udzbenike i nastavna sredstva.
4. ↑  „Speleoloski odsek Beograd SOB”. www.speleoserbia.com. Архивирано из оригинала 26. 03. 2016. г. Приступљено 30. 11. 2019.